# 溫古雷尼鄉 (博托沙尼縣)
47°53′N 26°48′E / 47.883°N 26.800°E
溫古雷尼鄉（羅馬尼亞語：Comuna Ungureni, Botoșani），是羅馬尼亞的鄉份，位於該國東北部，由博托沙尼縣負責管轄，面積137平方公里，海拔高度90米，2007年人口7,123，人口密度每平方公里52人。